# Vol Cubana de Aviación 310
Le vol Cubana de Aviación 310 était un vol international régulier qui décolla de l'aéroport international José Martí de La Havane, à Cuba, et qui a été dérouté sur l'aéroport international Arturo Michelena à Valencia, au Venezuela en raison de conditions climatiques. Il s'est écrasé près de Bejuma, au Venezuela, le 25 décembre 1999. Les 22 personnes à bord ont été tuées.

## Appareil
L'avion était un Yakovlev Yak-42D, enregistré sous le numéro CU-T1285. L'avion avait été construit en 1991 sous le numéro de série 4520424914068.

## Accident
Le vol était parti de l'aéroport international José Martí, à La Havane, à Cuba à destination de l'aéroport international Simón Bolívar de Caracas, au Venezuela. En raison de glissements de terrain et d’inondations, le vol fut détourné vers l'aéroport international Arturo Michelena à Valencia. 
Les pilotes appelèrent le contrôle du trafic aérien à l'aéroport de Valence pour signaler qu'ils descendaient de 8000 pieds (2400 m) à 4000 pieds (1200 m) pour se préparer à l’approche. Alors que le vol 310 commençait son approche de l'aéroport de Valence, l'avion percuta la colline de San Luis. À 20 h 18 heure locale (00 h 48, 26 décembre UTC), l'avion s'écrasa près de la ville de Bejuma. L’intégralité des 22 passagers et membres d'équipage périrent dans l'accident,. L'emplacement de l'accident était 10° 11,5′ N, 68° 08,8′ O.

## Passagers et équipage
Les nationalités des victimes du vol 310 étaient :
| Pays      | Passagers | Equipage | Total |
| --------- | --------- | -------- | ----- |
| Cuba      | 4         | 12       | 16    |
| Venezuela | 4         | –        | 4     |
| Pays-Bas  | 2         | –        | 2     |
| Total     | 10        | 12       | 22    |